# Österländsk drake
Österländsk drake, orientalisk drake eller asiatisk drake, vanligen även kinesisk drake och stundom long (från dess sinoregionala namn: kinesiska: 龍/龙, lóng; vietnamesiska: 蠪, rồng; sinovietnamesiska: 龍, long; koreanska: 룡, lyong), är olika namn för den traditionella formgivningen av regionala drakar i östasien. Drakar är legendariska och gudomliga sagodjur inom sinoregional mytologi och har mycket stor betydelse i östasiatisk kultur. De står för makt, vishet, fred och harmoni.
Den österländska draken skiljer sig avsevärt från västerländska drakar och är på många sätt en helt annan varelse med en egen historisk grund. Likartat med klassiska drakar är den ett reptiliskt eller serpentint vidunder med förmågan att utföra magi och mirakel, men avbildas traditionellt med lejonman, grenhorn och skäggtöm på en fyrbent fjällig ormkropp utan vingar. Den saknar traditionellt förmågan att spruta eld men kan, trots att den är helt vinglös, flyga. De bor vanligtvis i vattendrag eller hav och är vanligen förknippad med vatten.

## Historia
Den österländska draken har inte förändrats mycket de senaste tvåtusen åren vilket rimligen betyder att den har en mycket längre historia. Det finns dock inte någon allmänt vedertagen teori om var ursprunget till drakarna är men många menar att de bör ha kommit ifrån de totemdjur som olika stammar hade i det förhistoriska Kina och att de antagligen från början går tillbaka på verkliga djur. Det behöver då inte ha varit ett speciellt djur utan kan vara en kombination av flera, exempelvis fiskar, ormar och/eller krokodiler. Senare har tankarna kring den österländska draken säkerligen också påverkats av omkringliggande kulturers uppfattningar, exempelvis indiska tankar om visa ormar.

### I konsten
Den österländska draken har förekommit snarlikt i konst sedan förkristen tid. Ett tidigt exempel är en avbildning av östra havets drakkung Qīnglóng (Azurdraken) i Koguryogravarna i Sydkorea från omkring 37 f.Kr. till 427 e.Kr. Från kinesiska Songdynastin finns en tavelrulle målad 1244 av kinesiska konstnären Chen Rong som avbildar nio drakar som flyger omkring bland målnen, kallad "Niodrakstavelrullen" (kinesiska: 九龍圖卷).

Avbildning av östra havets drakkung Qīnglóng (Azurdraken) i Koguryogravarna (37 f.Kr.–427 e.Kr.), Sydkorea.
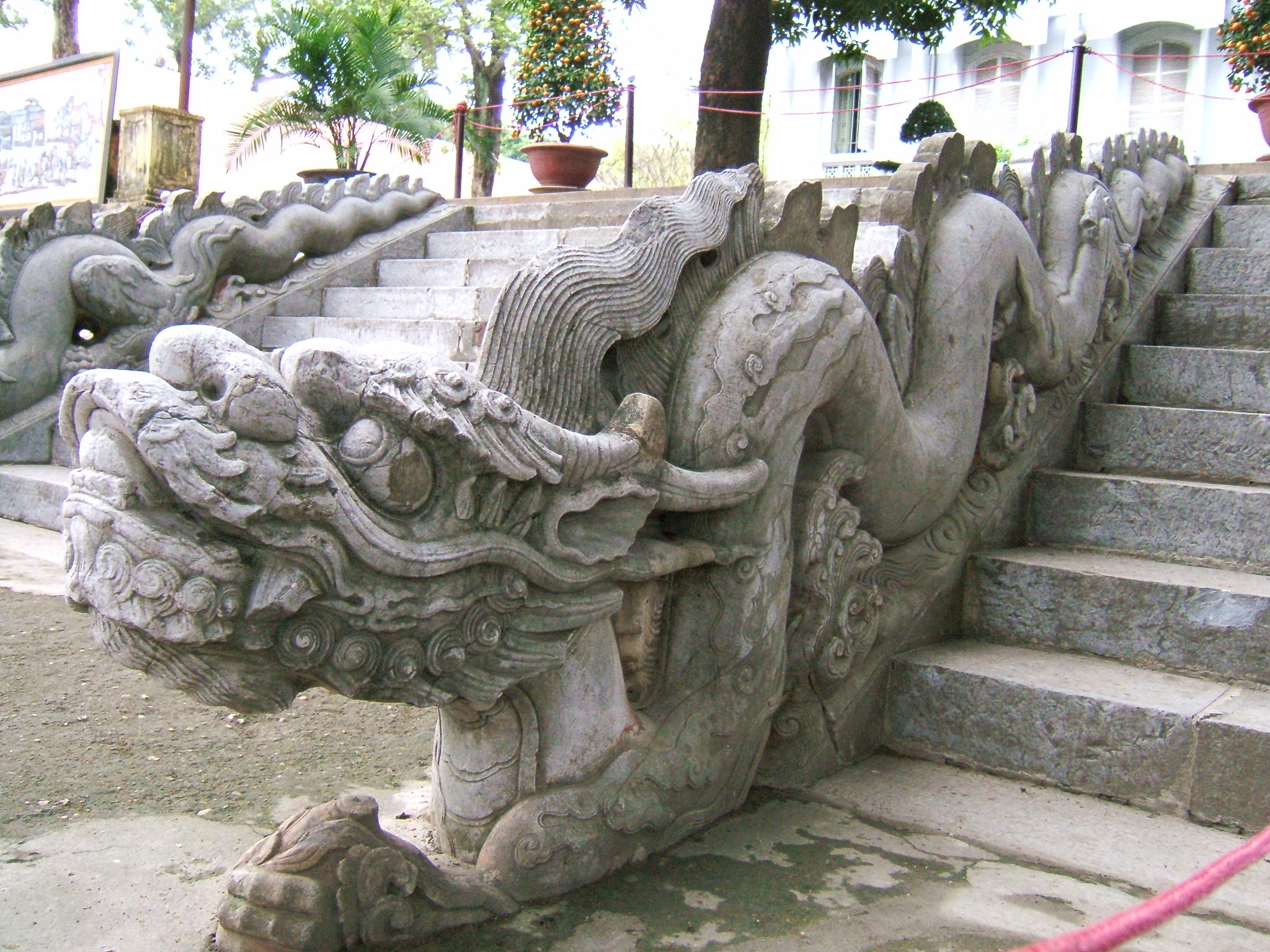
Drakprydda trappor från det förstörda Kinh Thien-palatset (Senare Ledynastin: 1400-tal), Hanois citadell, Vietnam.
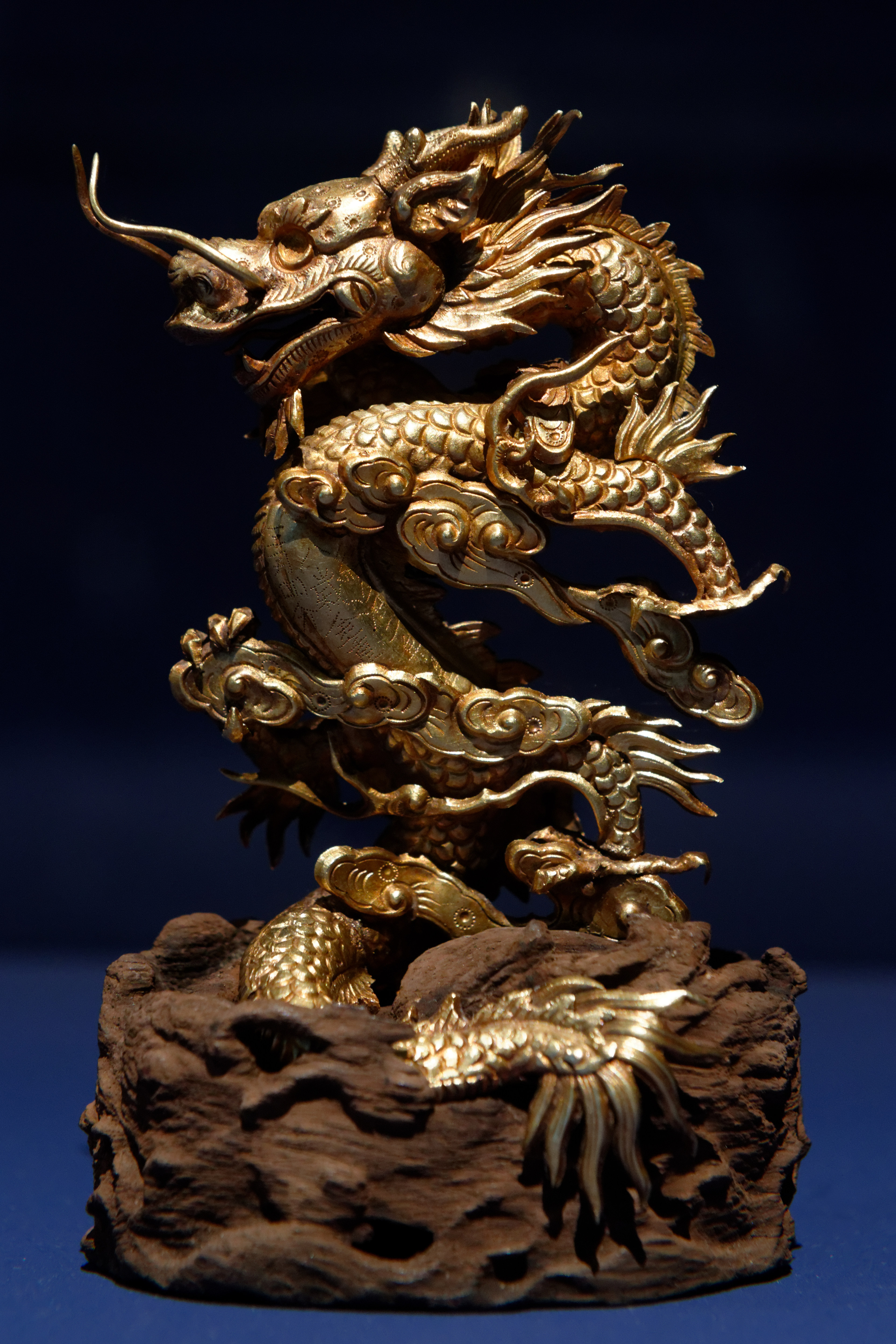
Drakstatyett (1842), Vietnam.
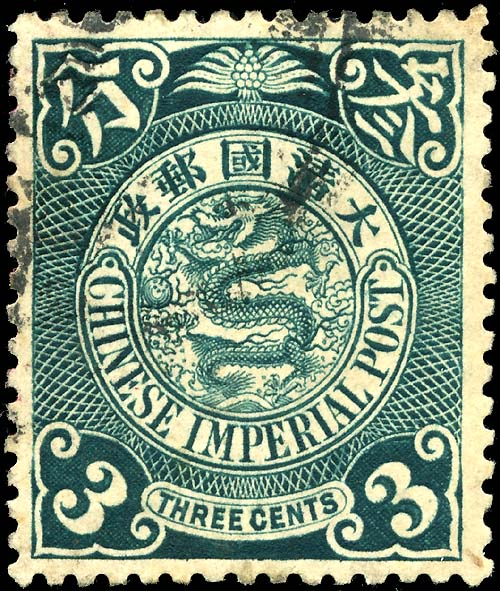
Kinesisk drake på frimärke från 1910.

## Natur

### Utseende

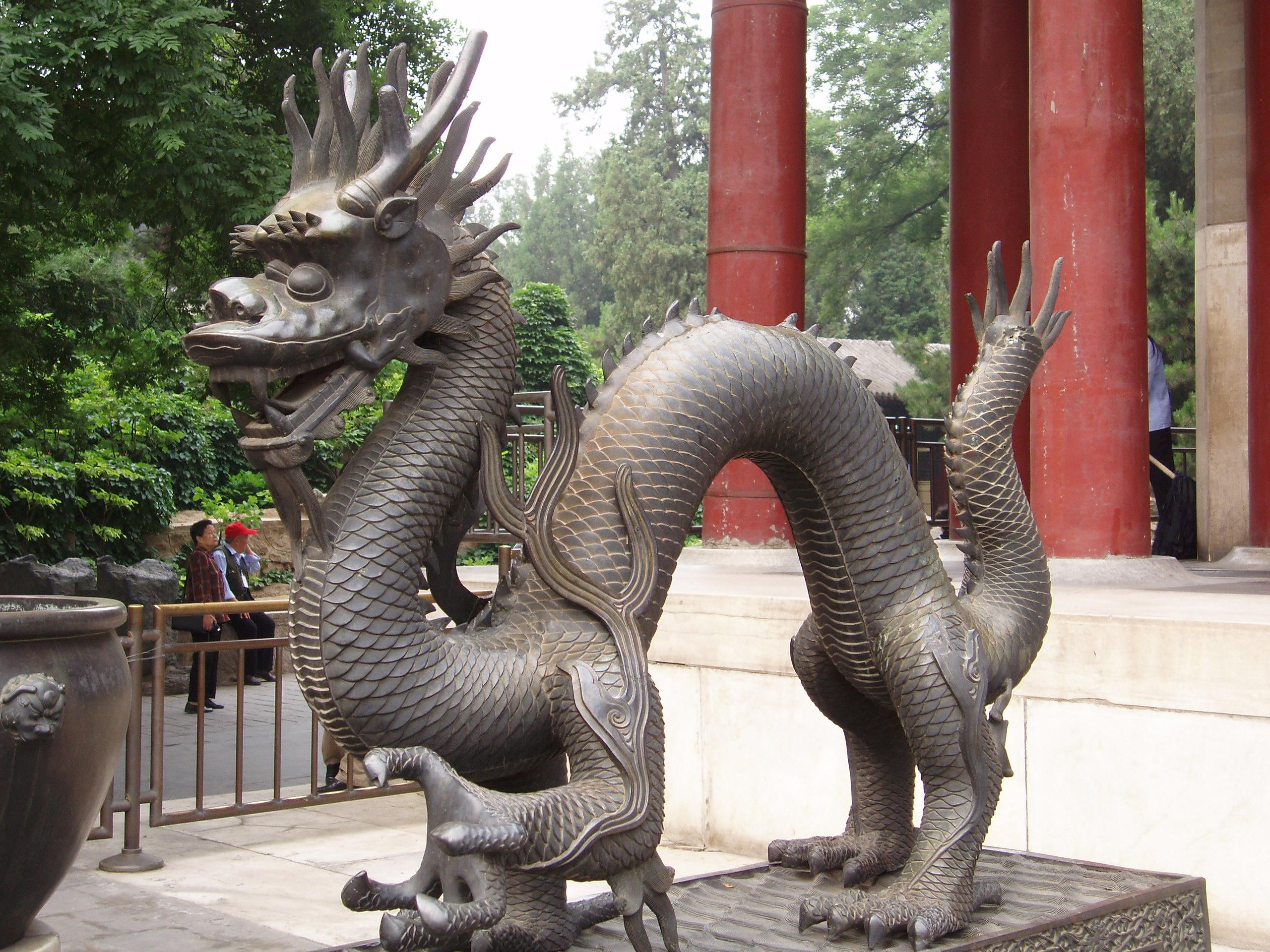
Kinesisk drake vid sommarpalatset (Yiheyuan), Peking, Kina.

En österländsk drake sägs ha en kropp som en orm, fjäll och stjärtfena som en fisk, grenhorn som en hjort, ansikte som en kamel, öron som en tjur, tassar som en tiger och ögon som en demon. De brukar ibland också beskrivas som försedd med små läderklädda vingar som växer på frambenen.
Eftersom talet nio var och är ett lyckonummer i Kina, och udda nummer är förknippat med manlighet (se: yin och yang), sades det bland att handrakarna hade 117 fjäll (9×13), där 81 fjäll (9×9) var av positivt väsen (yang) och 36 fjäll (9×4) av negativt väsen (yin).
Trots ovan beskrivning har de traditionellt även långa skäggtöm som en karp, mustasch, skägg och ögonbryn som en människa och man som ett lejon. Hornen kan även bestå av två eller fler spetshorn istället för två grenhorn. Längs ryggraden går ofta någon form av utstickande element, såsom en hackig ryggfena, krokodiltaggar eller man som en häst. Vid de senare exemplet kan även stjärtfenan bestå av hår. Fram- och bakfötter brukar även avbildas mer fågelliknande än kattliknande, ofta med anisodactyli fotform (bakåtvänd hallux), fem tår och klor som en rovfågel. Bettet har stora spetsiga hörntänder som ett kattdjur medan framtänder och molarer varierar i formgivning. De kan vara herbivoriskt formade eller av karnivorisk natur. Ibland har de ytterligare ett par stora spetständer i överkäken nära mungipan.

### Vatten
Den österländska draken förknippas starkt med vatten. De tros härska över hav, sjöar och floder och de kan visa sig själva som vattentromber och vanliga tromber.
De fyra drakkungarna representerar de fyra haven, "Östra sjön" (Östkinesiska havet), "Södra sjön" (Sydkinesiska sjön), "Västra sjön" (Indiska oceanen) och "Norra sjön" (Norra ishavet). Eftersom de fyra drakkungarna styrde över de vattenrelaterade fenomen som finns så dyrkades de i många kinesiska byar. De hade tempel helgat åt just deras drakkung. Det var främst de som bodde intill sjöar och hav som hade denna sed. Drakarna tillbads när det var översvämning eller torka.

### Arter
Det finns nio klassiska typer av drakar som beskrivs i kinesisk litteratur och konst:
- Tianlong är himmelsdraken.
- Shenlong är den andliga draken.
- Fucanglong är draken med gömda skatter.
- Dilong är underjordens drake.
- Yinglong är en bevingad drake
- Jiaolong är en behornad drake.
- Panlong den hoprullade, bor i vatten.
- Huanglong (drake) den gula draken som bodde i floden Luo och gav skrivtecken till Fuxi
- Drakkungarna, som tidigare nämnts.

Det finns också nio drakbarn: Bixi, Chiwen, Pulao, Bian, Taotie, Baxia, Yazi, Suanni och Jiaotu. De finns ofta avbildade på byggnader och monument.

## Drakar i Kina

### Kinesiska hovet
Den kinesiska draken var för den kinesiska kejsaren och hans familj en symbol för den kejserliga makten. Det var en gul eller guldfärgad drake med fem klor på varje fot som användes. Eftersom talet nio var ett lyckotal så hade kejsaren nio drakar på sin dräkt. Det var belagt med dödsstraff för en vanlig person att ha kläder med drakar.
Kejsaren belönade med att ge tillstånd att få bära drakkläder. Men de drakarna skilde sig ifrån de kejserliga, de fick inte vara gula och de hade, som det stora flertalet drakar, bara fyra klor.

### Draken i dagens Kina
Även om dagens urbana kineser inte dyrkar draken längre förekommer den ofta vid det kinesiska nyåret och vid drakbåtstävlingar. På landsbygden lever viss dyrkan kvar av drakar som regngivare.